# Калигула, или После нас хоть потоп
«Калигула, или После нас хоть потоп» (чеш. Po nás potopa) — исторический роман чешского писателя Йозефа Томана 1963 года, действие которого происходит в Древнем Риме, в конце правления императора Тиберия и начале правления безумного императора Калигулы.
На русском языке роман издан в 1973 году в издательстве «Прогресс», в переводе И. Холодовой.

## Содержание
Главные герои романа — молодой патриций Луций Курион и бедный актёр Фабий Скавр. Луций происходит из семьи с республиканскими традициями. Его отец участвует в заговоре против императора, в котором юный Люций также играет важную роль. В конце концов, однако, он не может устоять перед желанием сделать многообещающую карьеру при дворе только что прибывшего императора Калигулы и предаёт и республиканские идеалы, и своего отца. Противоположный пример — актёр Фабий, который даже ценой своей жизни в своих пьесах обращает внимание на коррупцию и безжалостность правящего класса патрициев, сената и, в конечном итоге, самого императора. Помимо безумного Калигулы, в романе из исторических личностей изображен стареющий Тиберий, который представлен здесь как хороший в своей основе человек, из которого обстоятельства сделали безжалостного тирана. Ещё одна историческая фигура, которая появляется здесь, — философ Сенека, единственный, у кого хватило мужества защищать Фабия Скавра в суде.

## Факты
Безымянная «песня легионеров» в исполнении одного из героев книги была дописана в середине 1970-х годов на раскопках Херсонеса в Крыму двумя археологами — Александром Козловым и Владимиром Рудаковым, после чего стала широко известна под названием «Орёл Шестого легиона».